# Tephritis leavittensis
Tephritis leavittensis
 es una especie de insecto díptero que Blanc describió científicamente por primera vez en el año 1979.
Esta especie pertenece al género Tephritis de la familia Tephritidae.